# Globaler Körper
Globale Körper sind die zentralen Studienobjekte des mathematischen Teilgebietes der algebraischen Zahlentheorie. Der bekannteste globale Körper ist der der rationalen Zahlen. Demgegenüber entstehen lokale Körper durch Vervollständigungen globaler Körper.

## Definition
Als globale Körper bezeichnet man
- einerseits algebraische Zahlkörper, d. h. endliche Erweiterungen des Körpers {\displaystyle \mathbb {Q} } der rationalen Zahlen. Sie haben Charakteristik Null.
- und andererseits algebraische Funktionenkörper positiver Charakteristik vom Transzendenzgrad 1, d. h. endliche Erweiterungen von {\displaystyle \mathbb {F} _{p}(T)} für eine Primzahl {\displaystyle p} und eine Unbestimmte {\displaystyle T}.

Die Vervollständigungen globaler Körper an jeder Stelle bezüglich ihrer jeweiligen Metriken sind lokale Körper. Dass sowohl Zahlkörper als auch Funktionenkörper globale Körper sind, drückt eine schon seit dem 19. Jahrhundert (Richard Dedekind u. a.) bekannte Analogie zwischen Zahl- und Funktionenkörpern aus. Diese ermöglicht es für den schwierigeren Zahlkörperfall häufig mit Methoden zu arbeiten, die im Funktionenkörperfall entwickelt wurden und dort eine natürliche geometrische Interpretation haben.

## Axiomatische Charakterisierung nachArtinundWhaples
Sei {\displaystyle K} ein Körper mit einer Menge von Primstellen {\displaystyle {\mathfrak {V}}}, sodass folgende Axiome erfüllt sind.
- Für alle {\displaystyle a\in K^{\times }} ist {\displaystyle |a|_{v}=1} für fast alle {\displaystyle v\in {\mathfrak {V}}} und es gilt {\displaystyle \prod _{v\in {\mathfrak {V}}}|a|_{v}=1} (Produktformel).
- Es gibt ein {\displaystyle v\in {\mathfrak {V}}}, sodass {\displaystyle K_{v}} ein lokaler Körper ist.

Dann ist {\displaystyle K} ein globaler Körper und {\displaystyle {\mathfrak {V}}} besteht aus allen Primstellen von {\displaystyle K}. 